# Il mastino della guerra
Il mastino della guerra (The War Hound and the World's Pain, "Il mastino della guerra e il dolore del mondo") è un romanzo dell'autore britannico Michael Moorcock del 1981, uscito in Italia nel 1984.
Si tratta del primo romanzo di una trilogia con protagonista il cavaliere Ulrich von Bek, l'unico finora tradotto in italiano.

## Trama
Ulrich von Bek, capitano di ventura che ha combattuto nella Guerra dei trent'anni, dopo aver assistito alle violenze accadute dopo la presa di Magdeburgo, rimane disgustato da tante atrocità e abbandona la sua compagnia.
Cammin facendo trova, nel folto di una foresta, un castello apparentemente privo di qualsiasi vita animale, ma in buone condizioni e fornito di provviste. Dopo alcuni giorni si avvicina al castello un corteo costituito da morti viventi, nel quale l'unica persona viva, trattata con gran riguardo, è una donna giovane e bella di nome Sabrina, che invita Ulrich ad essere suo ospite: ella gli racconta che, dopo essere stata accusata di stregoneria, si era votata a Satana, che l'aveva salvata facendone in cambio la sua servitrice.
Lucifero si presenta poi al castello per incontrare Ulrich: spiegandogli che il suo desiderio è riconciliarsi con Dio e abbandonare l'Inferno, gli chiede di trovare la "Cura per la Sofferenza del Mondo" (che Ulrich assimila al Santo Graal) in cambio della salvezza per la sua anima. 
Ulrich si rimette quindi in viaggio col suo cavallo. In un paese vicino fa la conoscenza di Gregory Petrovich Sedenko, un giovane cosacco che è venuto a combattere in Germania per spirito d'avventura. Questi è stato fino a quel momento agli ordini del prete-soldato Johannes Klosterheim ma, stanco del suo atteggiamento fanatico, decide di lasciarlo e di associarsi a Ulrich nella sua ricerca. Durante il loro viaggio incontrano un nobile chiamato Wildgrave, morto da 250 anni e condannato a cacciare per il mondo fino alla fine dei tempi, che indica loro di entrare in una regione chiamata Mittelmarch (a metà tra questo e l'altro mondo) e di cercarvi il sapiente eremita Philander Groot.
A Mittelmarch essi vengono ricevuti dalla regina, che dice loro che il suo popolo è indifferente alle questioni religiose e si lascia guidare dalla ragione. Incontrano poi Groot, che appare loro come un elegante zerbinotto invece che come un austero eremita. Groot esprime scetticismo sul fatto che la ricerca di Ulrich possa avere successo, ma si congeda da lui amichevolmente. Von Bek e Sedenko, all'uscita da Mittelmarch, ritrovano Klosterheim, che si palesa per un seguace del demonio Arioch deciso a sabotare il tentativo di Lucifero di riconciliarsi con Dio. Riescono comunque a sfuggirgli e, lasciata la Germania, proseguono la ricerca attraverso l'Italia, la Francia e l'Irlanda. Tornano poi nel Mittelmarch e incontrano una tribù di Tartari a cui Groot ha dato il compito di custodire un genio in un'olla, che Sedenko, il quale come i suoi connazionali ha un odio viscerale per i Tartari, ruba. Ulrich lo persuade comunque a restituirla prima che il furto sia scoperto e insieme si recano nella città di Bakinax, in preda a una pestilenza, dove sono arrestati per non aver rispettato delle astruse regole di accesso alla città, e sono condannati ad essere divorati da un demone tenuto nelle segrete. Ulrich però, raccontandogli del suo patto con Lucifero, si mette d'accordo col demone per fuggire insieme. Hanno ragione delle guardie ma all'uscita trovano Klosterheim, giunto anch'egli a Bakinax con un nutrito gruppo di guerrieri infernali.
Mentre infuria la battaglia, su un carro volante arriva Groot, che porta via con sé Ulrich e Gregory. Dopo essere atterrati lontano e aver ucciso un drago tenuto in un'enorme voliera da un conte megalomane, vengono raggiunti da Klosterheim e dalle sue schiere. Groot e Sedenko rimangono feriti; l'eremita viene separato dai suoi compagni, mentre il cosacco spira tra le braccia di von Beck.
Il cavaliere tedesco, rimasto solo, arriva poi in una foresta su cui non tramonta mai il sole, incontrandovi una donna che gli dice di possedere l'oggetto della sua ricerca. Gli consegna una piccola coppa d'argilla e gli spiega che il suo potere non viene dall'oggetto in sé, ma da ciò che uno pensa che sia; congedandolo, gli svela che uno dei nomi con cui ella è chiamata è Lilith.
All'uscita dalla foresta, Ulrich trova ancora Klosterheim, che lo invita a unirsi a lui, ma von Beck lo informa che la sua missione è compiuta e gli rinfaccia di aver rifiutato il Graal quando aveva avuto la possibilità di prenderlo, come gli ha raccontato Lilith, al che Arioch si prende l'anima del prete-soldato.
Al castello, Ulrich ritrova Sabrina e ha un nuovo colloquio con Lucifero, che gli dice di avere un nuovo accordo con Dio: ora gli è stata data la potestà esclusiva sulla Terra e, se riuscirà a riconciliare l'umanità con la sua vera natura, gli saranno di nuovo spalancate le porte del Paradiso. Ulrich e Sabrina, non più al servizio di Satana, sono liberi di sposarsi e di stabilirsi al castello di Bek, dove formano una famiglia felice.

## Edizioni
- (EN) Michael Moorcock, The War Hound and the World's Pain, Timescape, 1981, ISBN 0-671-43708-9.
- Michael Moorcock, Il mastino della guerra, collana Fantacollana, traduzione di Annarita Guarnieri, n. 52, Milano, Nord, 1984.